# Eustochio di Gerusalemme
Eustochio (fl. VI secolo) è stato il patriarca di Gerusalemme tra il 552 e il 564.
Già economo della Chiesa di Alessandria, su mandato dell'imperatore sostituì il deposto origenista Macario II. Nel 553 intervenne tramite legati al Concilio di Costantinopoli II, confermandone nello stesso anno gli atti in un'assemblea del proprio patriarcato. Il suo allontanamento dall'origenismo gli inimicò Teodoro Ascida, metropolita di Cesarea in Cappadocia, noto e influente origenista che con i suoi complotti avrebbe fatto deporre Eustochio.